# 乎寧與烏蘭
乎寧（卑南語：Hunin/'unin，有時又稱為阿道：kadaw）和烏蘭（Vulan），分別是台灣卑南族知本部落系統中的太陽神與月神，於該文化中被認為也是人類的始祖。

## 身世
乎寧和烏蘭同為石生三位祖神：蘇嘎蘇告/索卡索高（Sukasukaw，男）、達瓦道/塔孚塔孚（Tavatav，女）、芭魯（Paluh，女）的手足，並且和他們一起生活在現今位於台灣東南方一塊已經不存在的大土地上。

## 傳說
神話中，五位兄弟姊妹因為他們居住的土地突然山崩地裂而沉沒，所有人都死了，只有他們靠著充當船的米臼在海裡漂流，但因為那場災難也摧毀了太陽和月亮，失去照明，因此他們先後把乎寧和烏蘭推上空中變成太陽和月亮；而為了紀念兩位家人，剩下的三兄妹把早上稱為乎寧岸（'uninan）、晚上則是烏蘭岸（vulanan），從此太陽和月亮就先後在空中運行照亮大地。

### 後續
後來剩下的三兄妹在生孩子時，因為生出的孩子都是動物而感到很煩惱，這時乎寧告訴他們要在交合時要避免面對面，最好是在彼此之間隔一個挖洞的板子，而兄妹照著他的話去做後，果真生下了人的前身：變形人。